# Elżbieta Richter-Wąs
Elżbieta Maria Richter-Wąs – polska profesor nauk fizycznych. Specjalizuje się w zagadnieniach z zakresu fizyki cząstek elementarnych, fizyki teoretycznej oraz zastosowań informatyki. Wykładowca i profesor w Instytucie Fizyki im. Mariana Smoluchowskiego na Wydziale Fizyki, Astronomii i Informatyki Stosowanej Uniwersytetu Jagiellońskiego, Instytucie Informatyki na Wydziale Matematyki i Informatyki Uniwersytetu Jagiellońskiego oraz Instytucie Fizyki Jądrowej im. Henryka Niewodniczańskiego PAN. Członek korespondent Wydziału Nauk Ścisłych i Nauk o Ziemi od 2019 roku.
Jest absolwentką studiów fizycznych na Uniwersytecie Jagiellońskim (rocznik 1984). Doktoryzowała się w 1988 roku w Instytucie Fizyki Jądrowej PAN. Habilitację uzyskała w 1997 roku na Wydziale Matematyki i Fizyki UJ pisząc rozprawę The SM and MSSM Higgs rates and backgrounds in ATLAS. Tytuł profesora nauk fizycznych otrzymała w 2002 roku.
Jest laureatką Nagrody Naukowej im. Marii Skłodowskiej-Curie w dziedzinie fizyki za istotny wkład w odkrycie bozonu Higgsa i badanie jego własności w ramach eksperymentu o nazwie ATLAS, przeprowadzonego w międzynarodowym ośrodku naukowo-badawczym CERN w Genewie.

## Wybrane publikacje naukowe
Jest autorką lub współautorką publikacji naukowych:
- Spin effects in τ lepton pair production at LHC†
- Improved Phase Space Treatment of Massive Multi-Particle Final States
- The tauola-photos-F environment for the TAUOLA and PHOTOS packages, release II
- Global observables in heavy-ion collisions at the LHC with the ATLAS detector (współpraca)
- Heavy Ion Physics Prospects with the ATLAS Detector at the LHC (współpraca)
- Quarkonia studies in Pb+Pb collisions by the ATLAS experiment at LHC (współpraca)